# ピャスト朝
ピャスト朝（ポーランド語: Dynastia Piastów）は、ポーランドの王朝。960年頃から1370年まで続いた。王朝としてあるが、初期においてはポーランド的な王家ではなく、グニェズノを主体とする地方侯家であった。1000年にボレスワフ1世がローマ皇帝オットー3世から戴冠および大司教座設置を許可され、その後1025年にローマ教皇ヨハネス19世の許可が下ったことをもってポーランド国家の始まりと見なされる。ここに名前を載せている者で、公には即位したが王位に就かなかった者もいる。

## 歴代国王
1. ミェシュコ1世（Mieszko I、960年頃 - 992年）　（ポラニェ族長）
2. ボレスワフ1世（Bolesław I Chrobry、992年 - 1025年）　（ポーランド王：1025年）
3. ミェシュコ2世（Mieszko II Lambert、1025年 - 1031年）　（王位：1025年 - 1031年）
4. ベスプリム（Bezprym、1031年 - 1032年）
5. ミェシュコ2世（Mieszko II Lambert、1032年 - 1034年）　（復位、侯）
6. カジミェシュ1世（Kazimierz I Odnowiciel、1034年(?) - 1058年）
7. ボレスワフ2世（Bolesław II Śmiały、1058年 - 1079年）　（王位：1076年 - 1079年）
8. ヴワディスワフ1世ヘルマン（Władysław I Herman、1079年 - 1102年）
9. ズビクニェフ　（Zbigniew、1102年 - 1107年）
10. ボレスワフ3世　（Bolesław III Krzywousty、1102年 - 1138年）

### 分裂時代
ボレスワフ3世の遺言状により、国は各相続者に分割され、兄弟の最年長の者がクラクフ地方を治めると共に族長となった。この年長者相続制度は後に立ち行かなくなり破棄され、カジミェシュ2世が選挙によってクラクフ侯に選ばれた。
1. ヴワディスワフ2世　（Władysław II Wygnaniec、1138年 - 1146年）　（クラクフ侯）
2. ボレスワフ4世　（Bolesław IV Kędzierzawy、1146年 - 1173年）　（クラクフ侯）
3. ミェシュコ3世　（Mieszko III Stary、1173年 - 1177年）　（クラクフ侯）
4. カジミェシュ2世　（Kazimierz II Sprawiedliwy、1177年 - 1194年）　（クラクフ侯）
5. レシェク1世　（Leszek Biały、1194年 - 1202年）　（クラクフ侯、白公）
6. ヴワディスワフ3世　（Władysław III Laskonogi、1202年）
7. レシェク1世　（Leszek Biały、1202年 - 1210年）　（クラクフ侯）
8. ミェシュコ4世タングルフット　（Mieszko IV Plątonogi、1210年 - 1211年）
9. レシェク1世　（Leszek Biały、1211年 - 1227年）
10. ヴワディスワフ3世　（Władysław III Laskonogi、1227年 - 1229年）
11. コンラト1世　（Konrad I Mazowiecki、1229年 - 1232年）
12. ヘンリク1世　（Henryk I Brodaty、1232年 - 1238年）　（クラクフ侯）
13. ヘンリク2世　（Henryk II Pobożny、1238年 - 1241年）　（クラクフ侯）
14. コンラト1世　（Konrad I Mazowiecki、1241年 - 1243年）
15. ボレスワフ5世　（Bolesław V Wstydliwy、1243年 - 1279年）　（クラクフ侯）
16. レシェク2世　（Leszek II Czarny、1279年 - 1288年、黒公）
17. ヘンリク4世　（Henryk IV Probus、1288年 - 1290年）　（クラクフ侯）

### チェコのプシェミスル朝支配
1. ヴァーツラフ2世　（Wacław II、1291年 - 1305年）　（ポーランド王：1300年 - 1305年）
2. ヴァーツラフ3世　（Wacław III、1305年 - 1306年）　（ポーランド王：1305年 - 1306年）

### ピャスト家の再統一
1. プシェミスウ2世　（Przemysł II、1290年 - 1296年）　（ポズナン侯：1273年 - 1296年、ヴィエルコポルスカ侯：1279年 - 1296年、クラクフ侯：1290年 - 1291年、ポモージェ侯：1294年 - 1296年、ポーランド王：1295年 - 1296年）
2. ヴワディスワフ1世　（Władysław I Łokietek、1306年 - 1333年）　（クラクフ侯：1305年 - 1320年、ポーランド王：1320年 - 1333年）
3. カジミェシュ3世　（Kazimierz III Wielki、1333年 - 1370年）